# Guillermo Moscoso
Guillermo Alejandro Moscoso (Nacido en Maracay, Aragua, Venezuela, el 14 de noviembre de 1983) es un lanzador de la Liga Venezolana de Béisbol Profesional (LVBP), para los Tigres de Aragua.

## Carrera como beisbolista
Organización de Detroit Tigers [ fuente de edición ]
Como miembro de los Tigres de Oneonta , Moscoso lanzó el segundo juego perfecto en la historia de la New York-Penn League en una victoria por 6-0 sobre Batavia Muckdogs el 15 de julio de 2007. [1]

### Texas Rangers
Moscoso fue adquirido por los Rangers de Texas de los Tigres de Detroit junto con el lanzador Carlos Melo para el receptor Gerald Laird el 12 de diciembre de 2008.
El 30 de mayo de 2009 , Moscoso hizo su debut en Grandes Ligas contra los Atléticos de Oakland , ponchando a 2 y lanzando una novena entrada sin anotación. 
Después de aparecer en diez partidos en el 2009, Moscoso tuvo una efectividad de 3.21 a 14.0 entradas lanzadas, permitiendo 15 hits, 7 carreras y 6 bases por bolas, pero también ponchó a una docena. A partir de agosto, Moscoso solo lanzó un juego en la nueva década. El 20 de mayo, contra Baltimore , Guillermo lanzó dos tercios de una entrada, permitiendo dos hits, dos carreras y dos bases por bolas, y ponchó a dos. Su efectividad es actualmente de 27.00.

### Atletismo de Oakland
En enero de 2011, Texas cambió a Moscoso a Oakland por Ryan Kelly . 
El 24 de mayo de 2011, fue llamado a los Atléticos de Oakland para tomar el lugar en la rotación de Tyson Ross , quien entró a la lista de lesionados con un oblicuo izquierdo forzado. Fautino de los Santos recibió una opción para Triple-A para hacer espacio.
El 7 de septiembre de 2011, llevó un juego sin hits contra los Reales de Kansas City en la octava entrada.

### Colorado Rockies
El 16 de enero de 2012, Moscoso fue intercambiado, junto con el lanzador Josh Outman , a los Rockies de Colorado por el jardinero Seth Smith . [5] Moscoso tuvo marca de 3-2 con 6.12 de efectividad con 50 entradas en 23 apariciones, 3 aperturas.

### Kansas City Royals
Los Royals de Kansas City reclamó Moscoso exenciones el 2 de noviembre de 2012. [6] Los Reales lo liberaron el 13 de marzo de 2013.

### Toronto Blue Jays
Los Toronto Blue Jays anunciaron que habían reclamado a Moscoso en exenciones el 16 de marzo de 2013.

### Cachorros de Chicago
El 27 de marzo de 2013, Moscoso fue reclamado por los Cachorros de Chicago .

### Gigantes de San Francisco
El 26 de julio de 2013, Moscoso fue intercambiado a los Gigantes de San Francisco por un jugador que se nombrará más tarde o por consideraciones de efectivo. Fue designado para la asignación el 20 de noviembre de 2013. El 21 de noviembre de 2013, Moscoso eligió convertirse en agente libre.

### Yokohama DeNA BayStars
El 26 de diciembre de 2013, se anunció que Moscoso había firmado con Yokohama DeNA BayStars of Nippon Professional Baseball para 2014.

### Bravos de León
El 7 de mayo de 2017, Moscoso firmó con los Bravos de León de la Liga Mexicana de Béisbol.

### En Venezuela
Debutó en el año 2007 con los Leones del Caracas. En el año 2017 es objeto de un cambio a los Tigres de Aragua junto con el lanzador zurdo Víctor Gárate por el infielder Gleyber Torres.